# Nynäs naturreservat, Aneby kommun
Nynäs är och ett naturreservat i Aneby kommun i Jönköpings län.
Reservatet omfattar 26 hektar och är skyddat sedan 2008. Området är beläget 4 km norr Haurida kyrka och består av barr- och lövblandskog samt igenväxt hagmark. I söder gränsar naturreservatet till sjön Ruppen.
Terrängen i området är kuperad med bergknallar och branter. På bergkrönen växer gammal tallskog och i branter och sluttningar växer gran. Nere vid sjön växer lövskog.